# 봉산 지씨
봉산 지씨(鳳山智氏)는 황해북도 봉산군을 본관으로 하는 한국의 성씨이다. 
시조 지채문(智蔡文)이 1010년(현종 1) 중랑장(中郞將)으로서 거란족의 침입을 격퇴하고, 1026년(현종 17) 상장군(上將軍) 우복야(右僕射)에 올랐으며, 1032년(덕종 1) 일등공신(一等功臣)으로 추록되었다.

## 역사
봉주 지씨(鳳州 智氏)의 시조 지채문(智蔡文)은 1010년(현종 1) 중랑장(中郎將)이 되어 거란이 침입하자 화주(和州)를 중심으로 동북 방면을 방비하다가 동북면도순검사 탁사정(卓思政)과 합세해 서경에 들어가 거란군을 격퇴하였다. 왕이 남으로 피란할 때 위기에 처한 왕의 신변을 여러 번 막아내며 왕을 나주까지 무사히 호종하여 거란군이 철수한 뒤 전공으로 전토 30결(結)을 하사받았다. 1016년(현종 7년) 우상시(右常侍)를 겸했고, 1026년(현종 17년)에 상장군(上將軍) 우복야(右僕射)에 올랐다. 1031년(덕종 즉위년) 현종 때 남행을 호종한 공으로 1등공신으로 추록되었다.
덕종이 즉위하자 이러한 조서를 내렸다.
| “ | 고 상장군(上將軍)·좌복야(左僕射) 지채문은 선왕께서 남쪽으로 파천하셨을 때 홀로 충절을 온전히 지켜 으뜸가는 공훈을 세웠으니 이제 그 공훈을 조목별로 기록하여 후세 사람들에게 권장하노라. | ” |

## 본관
봉산(鳳山)은 고구려 때 휴암군(鵂嵓郡) 또는 조파의(租坡衣)·휴류성(鵂鶹城) 등으로 불렸다. 신라 때에는 서암군(栖巖郡)으로 고쳤다. 고려 초에 봉주(鳳州)로 개칭하였고, 충렬왕 때에 봉양군(鳳陽郡)으로 고쳐 지사(知事)를 두었다가 후에 다시 봉주로 개칭하였다. 조선 개국 후 1413년(태종 13)에 봉산군으로 고쳤다. 1947년 군청 소재지인 사리원읍이 시로 승격되었고, 1952년과 1954년 지방 행정 체제를 개편할 때 남북으로 분리되면서 각각 은파군(銀波郡)과 봉산군으로 편성되어 황해북도에 속하게 되었다.

## 인물
- 지맹(智猛, 988년 ~ ? ) : 지채문의 아들. 1055년(문종 9) 상서좌복야(尙書左僕射)로서 수사공(守司空)을 겸임하였다.[3][4]
- 지총연(智寵延) : 고려 숙종 때 예부시랑(禮部侍郞)을 지냈고, 축하사절 단장으로 요(遼)나라에 다녀왔다.[5]
- 지숙연(智淑延) : 고려 문종 때 태부소경(太府少卿)을 거쳐 1113년(고려 예종 8년) 동북면병마부사(東北面兵馬副使)를 역임하였다. 이어 대복경(大僕卿), 1116년(예종 11년) 동북면병마사(東北面兵馬使), 1117년(예종 12년) 예빈경(禮賓卿)을 역임하고, 서북면병마사(西北面兵馬使)가 되었다.[6]
- 지녹연(智祿延, 1069년 ~ 1126년) : 지채문의 증손. 음서(蔭敍)로 내알자(內謁者)가 된 뒤 동북면병마판관에 올랐다. 1104년(숙종 9)에 여진을 정벌한 공으로 전중시어사(殿中侍御史)가 되었고, 1105년(예종 즉위년)에 내시지후(內侍祗候)로서 주부동정(注簿同正)인 은원충(殷元忠) 등과 함께 여진정벌을 위하여 동계(東界)의 산천을 순시하였다. 1107년에는 시어사(侍御史)로서 경상진주도안무사(慶尙晉州道安撫使)가 되어 백성들의 질고를 묻고 수령의 치적을 살폈으며, 1114년 차호부시랑(借戶部侍郎)으로서 동북면병마부사(東北面兵馬副使)가 되었다. 1118년에 이부시랑으로서 다시 동북면병마부사가 되었고, 1120년 서북면병마사에 올랐다. 1125년(인종 3)에 동지추밀원사(同知樞密院事)가 되었는데 이듬해 인종이 이자겸(李資謙)을 증오하는 것을 알고 내시 김찬(金粲)·안보린(安甫麟), 상장군 최탁(崔卓)·오탁(吳卓), 대장군 권수(權秀)·고석(高碩) 등과 더불어 이자겸과 척준경(拓俊京)을 제거하고자 꾀하였다. 그리하여 척준경의 아우인 준신(俊臣) 등을 죽이는 등 기선을 잡았으나 조급한 거사로 뜻을 이루지 못하고 오히려 붙잡혀 귀양가던 중 충주에서 살해되었다. 이자겸이 죽음을 당하자 동지추밀원사공(同知樞密院事公)으로 증직(贈職)되었으며 아들과 사위도 관직이 한 등급 올랐다.[7]
- 지지용(智之勇) : 5세손. 병부상서(兵部尙書)
- 지인정(智仁挺) : 6세손. 이부상서(吏部尙書)
- 지겸(智謙) : 7세손. 광록대부 판군기감사(光祿大夫判軍器監事)
- 지대성(智大成) : 8세손. 고려 신종 원년(1198년) 제술과 시부(製述科時賦)에서 장원(壯元) 급제하였다.[8]
- 지희로(智希魯) : 숭문하군(崇文下軍)으로 1377년(고려 우왕 3년) 진사시에 급제하여 소윤(少尹)에 올랐다.[9][10]
- 지득남(智得男) : 1627년(조선 인조 5년) 정묘호란 때 의병으로 활약한 공으로 첨절제사(僉節制使)에 제수됐다.
- 지창훈(智昌薰, 1953년 ~ ) : 대한항공 前  대표이사 사장

## 분파
- 평창파(平昌派) - 16世 지충보(智忠輔)
- 제천파(堤川派) - 16世 지충필(智忠弼)
- 장단파(長湍派) - 10世 지중귀(智重貴)
- 선천파(宣川派) - 10世 지을귀(智乙貴)

## 항렬자
| 30世            | 31世            | 32世            | 33世            | 34世            | 35世            | 36世            | 37世            | 38世            | 39世            | 40世            | 41世            | 42世            | 43世            | 44世            |
| --------------- | --------------- | --------------- | --------------- | --------------- | --------------- | --------------- | --------------- | --------------- | --------------- | --------------- | --------------- | --------------- | --------------- | --------------- |
| 동(東)□ 주(柱)□ | □환(煥) □훈(薰) | 준(埈)□ 규(圭)□ | □진(鎭) □석(錫) | 영(永)□ 홍(泓)□ | □상(相) □송(松) | 병(炳)□ 홍(烘)□ | □용(墉) □균(均) | 종(鍾)□ 호(鎬)□ | □수(洙) □호(浩) | 용(榕)□ 근(根)□ | □희(熙) □훈(勳) | 기(基)□ 재(栽)□ | □옥(鈺) □용(鎔) | 한(漢)□ 하(河)□ |

## 고려 왕실과의 인척 관계
- 고려 우왕비 영비 최씨(寧妃 崔氏)의 할머니 - 최영(崔瑩)의 어머니

## 집성촌
- 강원도 평창군 평창읍 천동리
- 강원도 평창군 평창읍 응암리

## 인구
- 1985년 봉산 지씨(713가구, 2,894명) + 봉주 지씨(445가구, 2,015명) = 1,158가구, 4,909명
- 2000년 봉산 지씨(1,903가구, 6,098명) + 봉주 지씨(187가구, 616명) = 2,090가구, 6,714명
- 2015년 봉산 지씨 5,751명 + 봉주 지씨 12명 = 5,763명